# Ісая Бовмен
Бовмен Ісая (англ. Isaiah Bowman) (26 грудня 1878, Ватерлоо, Канада — 6 січня 1950, Балтимор, США) — американський географ, професор. Голова Американського географічного товариства (1915—1935). Член американської делегації на мирній конференції у Версалі 1919 року, брав участь у комісіях для полагодження польсько-українського конфлікту.

## Життєпис
Народився 26 грудня 1878 року в містечку Берлін, Онтаріо, Канада в сім'ї фермерів. Наступного року сім'я переїхала до Мічиґану.
1905 року закінчив Гарвардський університет. Викладав в Єльському університеті (1905—1915) де набув ступені PhD в 1909.
З початком Першої світової пішов на військову службу. В 1919 в складі американської дипломатичної місії відвідав Закарпаття, щоб з'ясувати погляди населення на майбутнє краю після війни. Згодом відвідав також Галичину, зустрічався Лонгином Цегельським, міністром закордонних справ ЗУНР та з Симоном Петлюрою.
Ісайя Бовмен був членом американської делегації на мирній конференції у Версалі 1919 року. Головний радник президента Вільсона стосовно територіальних питань на Паризькій конференції. Член дослідницької групи «Інкваєрі» (The Inquiry), яка з вересня 1917 року займалася дослідженням різних проблем для підготовки до Паризької мирної конференції. «Інкваєрі», як і Американське географічне товариство (на чолі з Бовменом), розміщувалася у Нью-Йорку. Не лише Бовмен, але й матеріали Географічного товариства (бібліотека, архіви, картографічні засоби) використовувалися членами групи.
Брав участь у комісіях для полагодження польсько-українського конфлікту, позитивно ставився до вирішення українських проблем.
Роль Бовмена у вирішенні українських проблем потребує подальшого розгляду. З одного боку вважається, що за ініціятивою Бовмена 2 травня 1919 року американці припинили військове постачання Польщі, на знак протесту проти дій Армії Галлера на українському фронті у Галичині, з іншого боку є припущення, хоча й не певне, що Бовмен міг бути причетним до прийняття рішення про віддачу Польщі Галичини., принаймні так вважала польська сторона.
Був президентом Університету Джонса Гопкінса (липень 1935—грудень 1948).
З 1 січня 1949 року на пенсії.
Помер 6 січня 1950 року в Балтиморі.

## Науковий доробок
1920 року з ініціятиви Бовмена розпочалося дослідження «піонерських зон» й було створено «Комітет піонерських поясів». До роботи долучився також Фредерик Тернер, автор теорії фронтиру й канадські вчені внаслідок чого протягом 1934—1940 було видано вісім (із запланованих дев'яти) томів «Канадських фронтирів поселень».
В 1932 Бовмен опублікував монографію «Піонерські периферії» яку присвятив фронтирам різних регіонів й фактично розширив Тернерівський підхід на весь світ.
В 1938 році випустив монографію «Пояси поселень» (колектив авторів), де спробував сформулювати теорію міґрації й оцінити міґраційний потенціял Канади, Сибіру тощо.

## Твори
- The new world; problems in political geography, (Yonkers-on-Hudson, N.Y., World book company, 1922), by Isaiah Bowman (page images at HathiTrust)  [Архівовано 9 березня 2016 у Wayback Machine.]